# 8203 Jogolehmann
8203 Jogolehmann (1994 CP10) là một tiểu hành tinh vành đai chính được phát hiện ngày 7 tháng 2 năm 1994 bởi E. W. Elst ở Đài thiên văn Nam Âu.